# Mich Gerber
Pour les articles homonymes, voir Gerber.
Mich Gerber, né Michael Gerber, né en 1957, est un musicien et compositeur d'origine bernoise, en Suisse. Il est notamment connu pour ses solos ou interprétations à la contrebasse.
Mich Gerber est issu d'une famille de musiciens. Sa mère est organiste et son père violoniste. Il étudie la musique à la Haute école des arts de Berne ou il se tourne vers l'étude de la contrebasse. 
Il fait partie, avec Patrice, Faudel, Natacha Atlas, Sonalp ou encore le Septeto Nacional (en) d'Ignacio Piñeiro, des têtes d'affiche du World Music Festiv'Alpe organisé en 2004 au Château-d'Œx dans le Canton de Vaud.

## Discographie
- Mystery Bay - 1997
- Amor Fati - 2000
- Endless String - 2003
- Tales of the Wind - 2004
- Wanderer - 2008